# Rubin Carter
Rubin Carter, conhecido como Hurricane (Clifton, Nova Jérsei, 6 de maio de 1937 – Toronto, 20 de abril de 2014) foi um boxeador peso médio norte-americano no período entre 1961 e 1966, conhecido por travar uma longa disputa judicial após ser preso injustamente por assassinato.

## Biografia

### Infância e primeiras prisões
Rubin era o quarto de sete filhos e aos 11 anos de idade foi condenado ao reformatório juvenil por agressão contra um homem branco. Depois de escapar no reformatório, entrou para o Exército e serviu na Alemanha Ocidental. Após quatro cortes marciais, em 1956 foi dispensado no Exército. Novamente na vida civil, foi preso e condenado por dois assassinatos.

### Boxe
Em 1961, após sair da prisão, tornou-se pugilista profissional na categoria Peso-médio e seu apelido (Hurricane) foi dado pelo seu público simpatizante em decorrência dos nocautes, logo nos primeiros assaltos.
Após consecutivas vitórias, em 1964 desafiou o campeão Joey Giardello, detentor do cinturão da modalidade. Numa luta que pode ser considerada controversa, em que Hurricane aplicou vários golpes, mas não obteve quedas ou o nocaute, os juízes, por unanimidade, mantiveram o título com o campeão Giardello. Depois desta luta, sua classificação na categoria entrou em declínio e, para piorar, Rubin foi envolvido num incidente em Londres, quando disparou um tiro de revolver num quarto de hotel.

### Condenação por homicídio  e a absolvição
Em  17 de junho de 1966, Hurricane foi surpreendido pela polícia quando andava de carro com amigos, sendo preso por um crime do qual anos mais tarde seria inocentado. Na prisão, viu sua carreira de boxeador ir por água abaixo, sendo que era o favorito ao cinturão de pesos médios no ano de 1966, aos 29 anos de idade. Junto com seu amigo John Artis, foi condenado pelo homicídio de três pessoas em um bar da cidade. Duas testemunhas do crime confirmaram os dois como os autores do triplo assassinato (porém há suspeita de perseguição racial).
Artis passou 15 anos na cadeia antes de obter sua liberdade. Rubin Carter ficou preso até 1985, quando foi solto graças à retirada do processo e à anulação da pena.

### Homenagens
Por seu cartel, antes da condenação, que foram: 40 lutas, 27 vitórias (19 nocautes), 12 derrotas e um empate, em 1993, recebeu o cinturão honorário do Conselho Mundial de Boxe, algo nunca concedido a um ex-lutador. Alguns anos depois, foi introduzido no New Jersey Boxing Hall of Fame.
Sua vida foi retratada em filmes e na música, como Hurricane, de Bob Dylan, e em The Hurricane, protagonizado por Denzel Washington, numa antológica versão adaptada ao cinema.

### Morte
Rubin faleceu em sua casa, na cidade de Toronto, no Canadá em 20 de abril de 2014, aos 76 anos de idade, em decorrência do câncer de próstata.